# ثقبي الأنف
ثقبي الأنف أو عديم الأرجل ذو خطين (الاسم العلمي: Rhinatrema)، جنس زواحف من عديمات الأرجل وتنتمي إلى فصيلة ثقبيات الأنف. أعطانها في غيانا (غيانا، غيانا الفرنسية، وسورينام) والبرازيل.